# Emmanuel Richard Priso Ngom Priso
Priso Ngom Priso Emmanuel Richard nu Loa Mbassé, né le 8 février 1937 à Bonaléa et mort le 10 avril 2018 à Douala, est un dirigeant camerounais.
Il est le troisième Roi des Abo-Nord.
Dans la tradition subdivisions régionales par les puissances coloniales, il est aussi désigné Chef Supérieur de la communauté du Canton Abo-Nord,.

## Biographie

### Scolarité et carrière professionnelle
Né au siège de la Chefferie Supérieure Bankon-Nord le 8 février 1937 à Bonaléa, dans le département du Moungo, dans le Littoral camerounais, il est le premier garçon d'André-Marie Ngom Priso Lea et d'Adèle Eboumbou Wonje (2e épouse). Son père est Chef Supérieur d'Abo Nord, père d'une trentaine d'enfants issus de ses 17 épouses.
Il est scolarisé à l’école primaire d’Akwa en 1949, puis suit les cours du Collège Libermann à Bonanjo à Douala dès 1954. Il devient comptable.
Il travaille successivement à la CNPS, où il restera 13 ans, oscillant tour à tour entre Douala, Yaoundé et Buéa puis à la SCB de Nkongsamba où il passera 18 années jusqu’à la fermeture de celle-ci. Plus tard il intègre la Socapalm où il travaille pendant treize années, jusqu’à sa retraite en 2003.

### Règne
En 1965, à la mort de son père, il accède au trône au cours d'une cérémonie rituelle venant clore les marches traditionnelles de la « recherche du chef disparu », entouré des gardes royaux de la Chefferie Supérieure. Son père l'avait désigné comme celui qui devrait prendre sa succession et régner sur les quatre groupements (Bangseng-Mpobo, Bessoungkang, Mandouka et Mangamba), composés de 17 villages. Chacun de ces villages est dirigé par un chef, aussi appelé Nkanle.
Il a eu deux filles, Singi et Endallè-Jeannine, de deux premières conjointes. Puis il s'est marié à trois reprises, ayant cinq enfants (Patrice, Adelle, Jules, Angeline et Emmanuel) avec Pauline Tene Moussongo (décédée en 1980), Cécile Mbongo (décédée sans enfants avec lui) et quatre de son dernier mariage avec Julienne Happi (Alexandra, Manga, Cédric et William).
Il a été le premier à nommer une femme notable et lui a permis d'accéder aux plus hautes fonctions jamais exercées dans un village. Il s'est également départi de la coutume encore présente dans la région, d'épouser un grand nombre de femmes à la fois et de vivre de manière polygame.
Enfin, il a mis en place des dispositifs afin de faciliter la scolarisation et la poursuite d'études universitaires sur ses fonds propres afin de permettre aux élites des villages du canton de progresser et de se former et surtout, leur donner envie de rester vivre au pays et d'y prendre toute leur place. Il a aussi fait raccorder le village à l’électricité et a fait poser une antenne relais pour les téléphones portables.
Après le passage des 50 ans de règne, Sa Majesté Priso Ngom Priso nu Loa Mbasé est devenue Old King pour l'ensemble de la communauté qui lui est attachée.
Il est décédé à Douala (département du Wouri, région Littoral) le 10 avril 2018,. L'inhumation a eu lieu au Mausolée familial à la Chefferie Supérieure, et les obsèques officielles ont lieu les 22 et 23 juin 2018 en présence du représentant personnel du Chef de l’État et de nombreuses personnalités traditionnelles, politiques et religieuses.

## Célébration du cinquantenaire
Du 17 au 20 décembre 2015, la communauté Bankon a célébré le cinquantenaire du règne de son Chef Supérieur à Bonaléa, au cours de festivités multiples : Cérémonies rituelles et traditionnelles en présence de nombreuses têtes couronnées du Cameroun et d'Afrique, spectacles de danses Ngoso, Bolobo, Sekele, Essewe, Ambass-bey, Disue, Mbom Sele, Mbaya, Diengu) et concerts de musique (Toto Guillaume, François Nkotti, Henry Njoh, François Mise Ngho, Grace kama, Joly Priso, Alain Mboule, Marco Mbella, Big Benji Mateke, Samy Diko, Claudia Dikosso, Nar6 Pryze), concours de jeunes talents artistiques, poésies et contes, soirée cinématographique, atelier Agro-pastoral, expositions, défilé carnavalesque, concours de la Miss BaNkon et activités sportives comme la lutte traditionnelle, le football, la natation, le mini Marathon.
Utilisant le thème Nkon ni nlombe mut twa, le roi a célébré officiellement les retrouvailles des Bankon et des Barombi après deux siècles de séparation, avec Sa Majesté Joseph Dion Ngute, chef supérieur des Barombis, alors ministre des Relations extérieures chargé de la Coopération avec le Commonwealth, futur Premier-ministre du Cameroun. Au cours des cérémonies et célébrations qui se sont déroulées, il a formé le vœu de « s'inspirer de nos différents héritages afin que la puissance des connaissances et la sagesse d’hier guident chacune de nos réflexions chacune de nos pensées chacune de nos actions (...) Afin de construire ensemble un présent qui serve de socle aux générations futures ».

## Journée internationale des peuples autochtones
Le 9 août 2008, il organise, avec cinq autres chefs du peuple Sawa, la première Journée internationale des populations autochtones au Cameroun, sur la thématique de l’identification des peuples autochtones et la légitimité de leur protection internationalement consacrée.
C'est « l’occasion pour le peuple Sawa, peuple de l’eau et des montagnes, peuple autochtone du Littoral camerounais de Campo à Mamfé, d’exprimer et de partager sa grande fierté à l’égard de sa civilisation, de son patrimoine et de ses savoir faire dans les secteurs du développement économique, de la protection de l’environnement, du changement social et des arts. (...) Le socle de cette participation se trouve dans la reconnaissance et dans le respect mutuel des différentes communautés nationales autochtones et non autochtones, dans la coopération entre les grands groupes et les minorités ainsi que dans la concorde entre les sous-groupes formant les grands groupes et des minorités entre elles.(...) Le moment est venu pour que (...) les citoyens de tous horizons se rassemblent pour reconnaître, célébrer, partager et rendre hommage à la riche contribution des peuples autochtones qui fait du Cameroun l’Afrique en miniature ».

## Festival duKibulutu
Emmanuel Richard Priso Ngom Priso et Jean-Jacques Makolle en tant que Chefs Supérieur de leurs cantons ont accompagné le premier rassemblement des Bankon de l'arrondissement de Fiko du 29 au 31 mars 2018, en présence de nombreuses personnalités et chefs de villages ainsi que toute une délégation de BanKon venus du monde entier pour assister à l’événement. Le Kibulutu Ki Bankon (kibulutu signifiant la masse) a réuni les deux cantons Abos Nord et Sud pour la célébration de leur unité traditionnelle et culturelle, donnant lieu à de grandes festivités, des célébrations et des animations traditionnelles sur les berges de la rivière Abo près de Fiko.

## Préservation du patrimoine
Il a consacré une large part de son action politique à préserver :
- le patrimoine culturel immatériel : il a rétabli les hommages traditionnels aux ancêtres - interdits par la colonisation- il a organisé ou pris part à l'organisation des festivals et des célébrations culturelles d'importance régionale ou nationale visant à promouvoir la culture Bankon
- le patrimoine historique : cases coloniales, écoles, centre de santé,
- retissant le fil de l'histoire avec la "tribu disparue" en renouant avec les Barombis
- le patrimoine foncier dont le canton est composé : à la différence de nombreuses régions alentour, il a pérennisé la propriété foncière de nombreuses parcelles - terres cultivables, forêts, cacaoyères, palmeraies) en s'opposant à leur vente ou surtout à leur spoliation à des familles du village.

## Autres fonctions
- Officier de l’État Civil[4]
- Assesseur à la Cour Criminelle du Littoral[4]

## Décorations
Il a été honoré par le Président de la République des titres suivants :
- Commandeur de l’Ordre du Mérite Camerounais[19].
- Chevalier, puis Officier de l’ordre de la Valeur.